# R. G. Fischer Verlag
Der R. G. Fischer Verlag (auch Rita G. Fischer-Verlag) ist ein in Frankfurt am Main ansässiger Imprint- und Druckkostenzuschuss-Verlag.

## Verlag
Rita G. Fischer gründete den R. G. Fischer Verlag im Jahr 1977. Die Verlagsgruppe hat mehr als 800 Titel im Programm, die Autoren des Verlages tragen die Kosten von Lektorat, Layout, Druck und Werbung ihrer Bücher.
Es wurden in der Abteilung „Dissertationen“ (Frankfurt am Main, Alt Fechenheim 75) zunächst Dissertationen, Diplomarbeiten und Fachveröffentlichungen publiziert. Im Rahmen der edition fischer sind ausgewählte belletristische Werke veröffentlicht worden.
Nach eigenen Angaben erhält R. G. Fischer pro Jahr 5000 eingesandte Manuskripte, von denen 200 bis 250 veröffentlicht werden. Zum Verlagskonstrukt gehört auch die Interbook Literary Agency, die in Zeitschriften Anzeigen zur Vermittlung von Manuskripten an Verlage schaltet und die Anfragen an R. G. Fischer weiterreicht.
Der Spiegel verwies im Jahr 2000 auf Insider, die den Umsatz der Marktführer der Zuschussverlage wie R. G. Fischer GmbH auf vier bis sechs Millionen D-Mark (zwei bis drei Millionen Euro) bei Renditen von 25 bis 30 Prozent schätzten. Auch Reclams Sachlexikon des Buches zählt R. G. Fischer zu den Marktführern bei den Bezahlverlagen.

## Autoren
Zu den Autoren von R. G. Fischer zählen u. a. der Soziologe Klaus Sochatzy, der Komponist Klaus-Peter Schneegass, der Wirtschaftsgeograph Wolf Donner und die Pädagogin Eva Dehm-Hasselwander. Der ehemalige AfD-Politiker Wolfgang Gedeon publizierte unter dem Pseudonym „W. G. Meister“ vier Bücher bei R. G. Fischer, die Trilogie Christlich-europäische Leitkultur sowie Der grüne Kommunismus und die Diktatur der Minderheiten, die antisemitische Thesen und Einlassungen zu den Protokollen der Weisen von Zion enthalten.

## Kritik
Der Bundesvorsitzende des Verbandes deutscher Schriftsteller, Imre Török, sagte 2006 im Sender Deutschlandfunk Kultur, der Verlag gehöre zu den „schwarzen Schafen“ des Verlagswesens. Törok wies darauf hin, dass ein Autor im R. G. Fischer Verlag 16.000 Euro Eigenbeteiligung bezahlen müsse, wenn er ein Buch veröffentlichen möchte. Bei diesem Geschäftsmodell reiche es, viele Autoren zu haben und nicht unbedingt Bücher verkaufen zu müssen. Er sprach R. G. Fischer ab, ein Verlag zu sein; eher handele es sich um eine Dienstleistung, die angeboten würde. Er forderte, Unternehmen wie R. G. Fischer von der Frankfurter Buchmesse auszuschließen.
Der Spiegel berichtete über den Fall des Frühpensionärs Horst Krieger, der 1997 sein Romanmanuskript bei R. G. Fischer einreichte. Es wurde akzeptiert, allerdings wurde er um einen „Kostenzuschuss“ von 31.924 DM für 2000 Exemplare gebeten. In Kriegers Vertrag heißt es, dass der Verlag „nötigenfalls aus Gründen der Lagerhaltungs-Kapazität die Auflage in mehreren Teilauflagen drucken“ könne.
2008 schickten die Schriftsteller Tom Liehr, Michael Janßen und Michael Höfler, Mitglieder der Internet-Poetengruppe 42er Autoren, unter Pseudonym eine neunseitige, bewusst schlechte Manuskriptprobe an verschiedene Autorenzuschussverlage. Das Machwerk, das „uns ganz ausgezeichnet gefällt“, bedürfe „einer intensiven Lektoratskorrektur“, schrieb R. G. Fischer daraufhin und bot an, das Werk zu drucken, je nach Vertragsvariante für 15.910 bis 30.260 Euro Kostenzuschuss.

## Jubiläums-Schriften
- Rita G. Fischer (Hrsg.): Jubiläumsanthologie: 30 Jahre R. G. Fischer Verlag: eine Anthologie neuer deutschsprachiger Autorinnen und Autoren 1977–2007. Frankfurt/M. 2007, ISBN 978-3-8301-1038-5.
- Im Zaubergarten der Worte. Jubiläums-Anthologie 2017: 40 Jahre R. G. Fischer Verlag. Frankfurt/M. 2017, ISBN 978-3-8301-1754-4.